# 盧逸峰
盧逸峰（1962年11月25日—），中華民國（台灣）政治人物，宜蘭縣頭城鎮人。曾代表中國國民黨當選為第九、十屆台灣省議會議員，凍省後當選為第四屆立法委員 。